# Adam HaCohen
Adam HaCohen (em hebraico: אד"ם הכהן) era o pseudônimo de Abraham Dov Bär Lebenssohn (Katloŭka perto de  Vilnius 1794 - Vilnius 1878 lá), um poeta judeu da Lituânia, que escrevia em hebraico, uma das figuras mais importantes do iluminismo judaico.